# Sambal

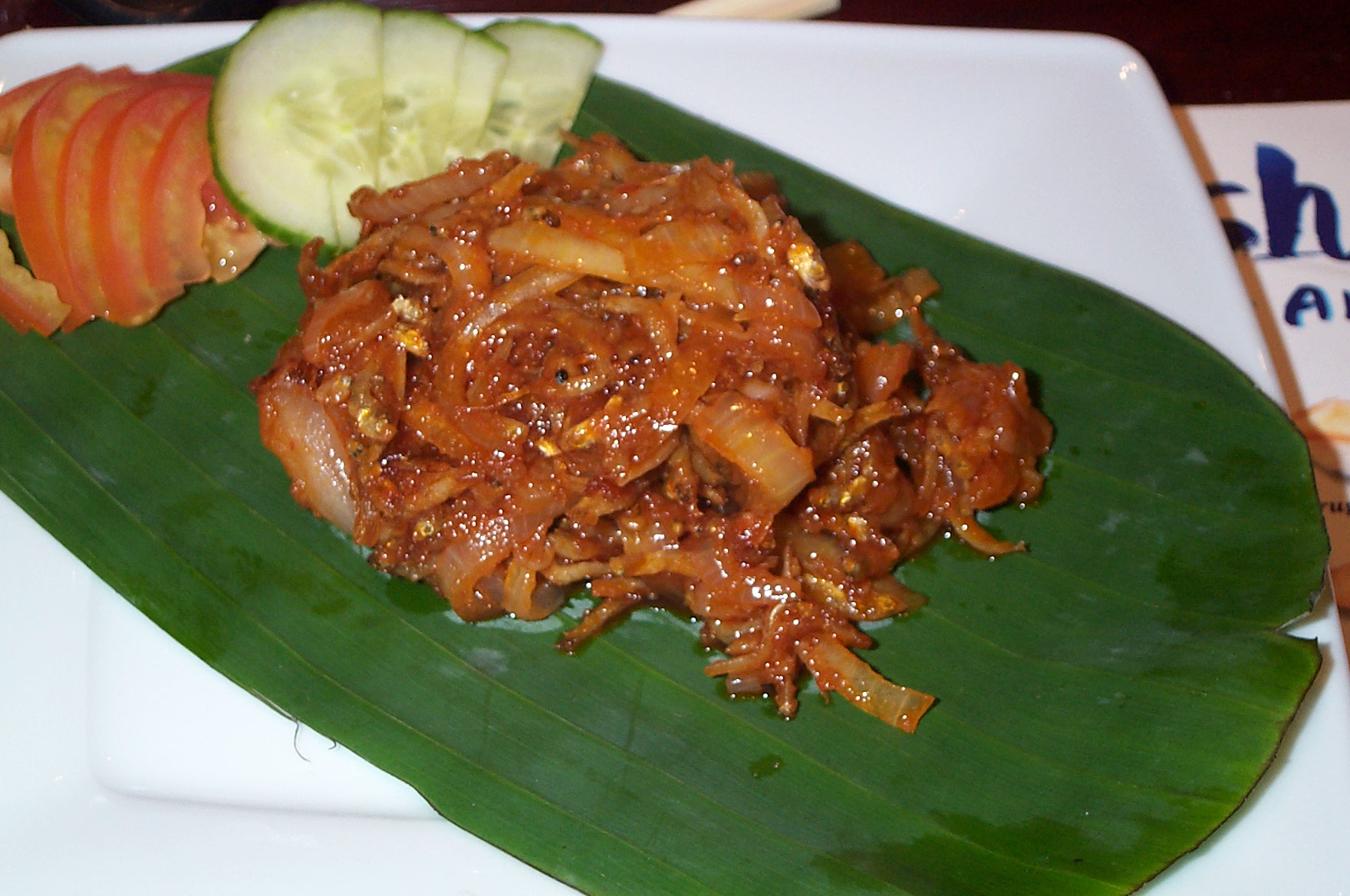
Anchoas en sambal.

Sambal es un condimento empleado en China, India, Indonesia, Malasia, Singapur y Sri Lanka, elaborado de una variedad de pimientos comunes, así como chiles. El sambal se emplea como condimento o como acompañamiento, y a veces sustituye a los chilis frescos; puede ser muy picante para los no iniciados. Está disponible en los supermercados exóticos y en los negocios gourmet de numerosos países.

## Ingredientes
Los sambal más comunes son un conjunto variado de diferentes pimientos:
- Adyuma - conocido también como habanero. Estos son generalmente amarillos y rechonchos (como un pimiento en miniatura). Muy picante.
- Cayena en polvo –estos son generalmente rojos y rechonchos.
- Madame Jeanette –es un pimiento amarillo o verde claro con forma elongada. Es picante y muy aromático.
- Cabe Rawit (Thai pepper) –elongado y pequeño. Son rojos o verdes y muy picantes.
- Chiles or lombok (Java) –parecen elongados y tienen color rojo o verde. Son relativamente suaves, los verdes son más suaves que los rojos.
- Naga jolokia –a veces denominados cabe taliwang, muy picantes (Escala Scoville), lo que equivale a unas diez veces más picante que el cabe rawit (Thai pepper).

## Variantes
La salsa sambal es más gruesa que la salsa picante mexicana. Las variedades pueden rondar entre muy picante hasta versiones realmente incendiarias. Existen ciertas variedades:
- Sambal Asam: Es muy similar al Sambal Trassi con una adición de concentrado de tamarindo.

- Sambal Bajak: Chile (u otro tipo de pimientos rojos) fritos en aceite, ajo, trassi, KuKui y otros condimentos (oscuro, sabor intenso).

- Sambal Balado: Sambal al estilo Minangkabau. Chile salteado con aceite, ajo, cebolla, tomate, sal y zumo de limón o lima.

- Sambal Belacan: Un sambal al estilo malayo. El chile es machacado junto con belacan en un mortero. Los tomates son ingredientes opcionales. A veces se añaden mangos para darle un sabor dulce. Sal, azúcar y zumo de lima. Se come con pepinillos o ulam (hierbas locales).

- Sambal Tumis: Chile frito con camarón, cebollas, ajo, jugo del tamarindo. Puede ser mezclado con otros ingredientes para producir platos tales como sambal kangkong, sambal sotong (calamar) y sambal telur (huevo).

- Sambal Kemiri: Este es similar a Sambal Trassi con una adición de kemiri/KuKui, denominado también Candlenut.

- Sambal Manis: Chile, cebollas y azúcar (medio, dulce).

- Sambal Trassi: En indonesio moderno es “Terasi”; es igual que el Belacan malayo. Contiene pimiento rojo y verde, trassi, azúcar, sal, zumo del limón o de lima (tangy, fuerte). Una versión de este sambal omite el zumo de lima y contiene el sambal frito con los tomates picados.

- Sambal Udang: Chile frito con aceite, ajo, pasta de camarón (sabor pronunciado a mar).

- Sambal Ulek (Oelek): Chile (brillante rojo, sabor fino y agudo). A veces algunas recetas piden la adición de sal o de la lima en la mezcla roja. Oelek es una pronunciación holandesa que en el idioma indonesio moderno se escribe Ulek, aunque ambos se pronuncian igual. Ulek es una cocina de piedra especial indonesia derivada de los utensilios de cocina prehistóricos caseros, aunque todavía se emplea en la mayoría de las cocinas indonesias, particularmente en Java. Es una maja de piedra (llamada ulekan) con un mortero (ulek-ulek) hecho de una raíz de bambú vieja y madurada, que se utiliza para machacar los chiles, las pimientas, los chalotes, los cacahuetes y otras clases de ingredientes.

- Sambal Jeruk: Pimienta verde con limón (descolorido, agrega gusto). En Malasia, se llama (chile) jeruk. Sin embargo, la lima se substituye por el vinagre y azúcar. Utilizado como condimento al arroz y a los fideos fritos.

- Sambal Setan: Un Sambal muy picante elaborado con pimientos Madame Jeanette (rojo-marrón, muy picante). El nombre significa literalmente "Salsa del diablo".

- Sambal Pedas Pedas: Extra hot Sambal Ulek.

- Sambal Taliwang: Quizás este sea el sambal más picante de todos, nativo de Taliwang, un pueblo cerca de Mataram, isla de Lombok. Elaborado de la más picante de las pimientas naga jolokia producida en Lombok, se añade un poco de ajo y la pasta de camarón Lombok. De una pimienta naga jolokia de un kilogramo extraída mediante presión, pueden extraerse sólo 100 gramos, mezclados con la pasta de camarón y el ajo y frita con un poco de aceite vegetal. Este sambal es un alimento diario suplementario.